# Karácsony-zsomboly
A Karácsony-zsomboly az Aggteleki Nemzeti Park területén található egyik barlang. A barlang az Aggteleki-karszt és a Szlovák-karszt többi barlangjával együtt 1995 óta a világörökség része.

## Leírás
Az Alsó-hegy fennsíkján, Bódvaszilas központjától északra, a Vecsem-bükki kilátótól északnyugatra, 560 méterre, a XII/43.2-es sorszámú határkőtől 300 méterre, 168°-ra, a Vecsembükki-zsombolytól nyugatra, 330 méterre, fokozottan védett területen, nagy töbör északnyugati részének tetején nyílik. A töbör közvetlenül a Vecsembükki-zsomboly töbre mellett helyezkedik el és ebben van a Banán-zsomboly bejárata, valamint a Darázs-lyuka bejárata is. A Vecsembükki-zsombolytól haladva a sárga sáv jelzésű turistaúton, az úttól délre, 20 méterre található. A bejárat függőleges tengelyirányú, természetes jellegű és szabálytalan alakú.
Középső triász wettersteini mészkőben jött létre. Legnagyobb vízszintes kiterjedése négy méter. Szük hasadék a bejárati akna, amelyen lecsúszva egy földes aljú kis járatba lehet jutni, amely egy kis tereplépcső után a zsomboly aljára vezet. Bejárásához engedély és kötéltechnikai eszközök alkalmazása szükséges.
Előfordul a barlang az irodalmában V-17 (Kósa 1992) jelzéssel is.

## Kutatástörténet
Az 1984-ben megjelent, Magyarország barlangjai című könyvben nincs említve a barlang neve, az országos barlanglistában sem. 1988-ban a barlangot Csöndör Gyula, Kósa Attila és Molnár András mérték fel, majd a felmérés alapján elkészült a barlang alaprajz térképe és két hosszmetszet térképe. A felmérés szerint a barlang 6,5 m mély. Az 1992. évi Karszt és Barlangban publikált, az Alsó-hegy magyarországi részének töbreit, zsombolyait és beszakadásait bemutató ábrán látható a barlang földrajzi elhelyezkedése. Az 1992-ben kiadott, Alsó-hegyi zsombolyatlasz című könyvben, az Alsó-hegy fennsíkjának magyarországi oldalát bemutató egyik térképen meg van jelölve a barlang helye. A kiadványban megjelentek az 1988-ban készült térképek.
A barlang 1995 óta az Aggteleki-karszt és a Szlovák-karszt többi barlangjával együtt a világörökség része. A Nyerges Attila által 1997-ben készített szakdolgozat szerint a 6 m mély Karácsony-zsomboly az Alsó-hegy magyarországi részének 56. legmélyebb barlangja. Az 54. legmélyebb (Iker-zsomboly), az 55. legmélyebb (Kalap-zsomboly), az 57. legmélyebb (Útmenti-zsomboly), az 58. legmélyebb (Hideg-lyuk) és az 59. legmélyebb (Dugó-lyuka) szintén 6 m mélyek. 2001-ben a BEAC Barlangkutató Csoport radondetektort helyezett el benne. 2002. szeptember 21-én a Lakatos Kupa egyik helyszíne volt. A 2008. szeptember 27-én megrendezett XV. Lakatos Kupa kiadványában 6 m mély és 9 m hosszú barlangként szerepel. A verseny egyik lehetséges érintőpontja volt.
Az Alsó-hegy karsztjelenségeiről szóló, 2019-ben kiadott könyvben az olvasható, hogy a Karácsony-zsomboly ismeretlen hosszú és 6,5 m mély. A barlang azonosító számai: Szlovákiában 168, Magyarországon 5452/43, egyéb V-17. A könyvben publikálva lett a barlang 1988-ban készült alaprajz térképe és 1988-ban készült 2 hosszmetszet térképe. Az alaprajz térképen látható a 2 hosszmetszet elhelyezkedése a barlangban. A térkép adatainál az olvasható, hogy Szenthe István mérte fel ismeretlen időpontban. A felmérés alapján 1988-ban Csöndör Gyula, Kósa Attila és Molnár András rajzolták meg a barlang három térképét. A térképeket 2016-ban Luděk Vlk digitalizálta. A kiadványhoz mellékelve lett az Alsó-hegy részletes térképe. A térképet Luděk Vlk, Mojmír Záviška, Ctirad Piskač, Jiřina Novotná, Miloš Novotný és Martin Mandel készítették. A térképen, amelyen fekete ponttal vannak jelölve a barlangok és a zsombolyok, látható a Karácsony-zsomboly (5452/43, 168) földrajzi elhelyezkedése.